# 出水市立江内中学校
出水市立江内中学校（いずみしりつ えうちちゅうがっこう）は、鹿児島県出水市高尾野町江内にある市立中学校。

## 沿革
- 1947年（昭和22年）- 三笠村立江内中学校として開校。
- 1949年（昭和24年）- 分村により江内村立江内中学校に改称。
- 1959年（昭和34年）- 高尾野町との合併により高尾野町立江内中学校に改称。
- 1996年（平成8年） - 創立50周年記念式典。
- 2006年（平成18年）- 出水市、高尾野町、野田町の合併により出水市立江内中学校と改称。

## アクセス
- 国道3号線荒崎入口交差点より車10分